# Râul Debla
Râul Debla este un curs de apă din Munții Pădurea Craiului.
Cursul râul se termină în Peștera Gălășani, unde râul continuă să se scrugă în subteran. Debitele râului ies din nou la suprafață într-o serie de izvoare, în apropierea localității Josani, de unde se scurg în cursul inferior al râului Dobrinești. 

## Hărți
- Harta județului Bihor
- Harta Munții Bihor-Vlădeasa  Arhivat în 9 iunie 2008, la Wayback Machine.
- Harta Munții Pădurea Craiului